# Lotfi Bouchnak
Lotfi Bouchnak (arabisk:لطفي بوشناق) (født 18. januar 1954 i Tunesien) han er en tunesisk sanger der synger på arabisk.